# Shizumeru Tera
El Templo Hundido (沈める寺 Shizumeru Tera?) es una novela escrita por Satoko Kizaki y publicada en 1987. Fue traducida al inglés con el título The Sunken Temple en 1994 por Carol A. Flath. Tuvo una buena recepción en Japón, aunque la versión en inglés tuvo críticas variadas.

## Sinopsis
Yuko vive en un templo budista llamado Shoenji en un pueblo llamado Hie en las montañas de Hokuriku. Su hijo, Harumitsu, regresa a casa un verano y Yuko descubre que no quiere hacerse cargo del templo familiar. En cambio, prefería dibujar, tocar la guitarra o perseguir a Chikoni, una joven que supuestamente tiene poderes mágicos. Un niño llamado Shoji también regresa al pueblo para vivir con su padre, el sacerdote asistente, después de que su madre se lo llevara misteriosamente a Tokio. Después de un tiempo, Fujiki el amigo de la infancia de Yuko, regresa también al pueblo. La historia sigue las relaciones entre los hombres que regresan y las tres mujeres que viven en el templo o en el pueblo: Yuko, Chikoni y Akemi (una actriz joven de nō).

## Recepción
El Templo Hundido recibió el premio Geijutsu Sensho a los Escritores Nuevos del Ministerio de Educación.
La versión traducida al inglés no tuvo una recepción tan positiva. Publishers Weekly escribió que la prosa estaba «bien escrita y era evocadora», pero dijo que el final se sintió apresurado. Kirkus Reviews dijo que era «decepcionante», argumentando que si bien tenía una «ambientación y premisa evocativas», las temáticas fueron abordadas de forma torpe. Marleigh Grayer Ryan de World Literature Today en su reseña dijo que los lectores podrían encontrar difícil recordar la gran cantidad de personajes y relaciones. Aunque esto podría ser intencional. Rebecca L. Copeland en la reseña que escribió para Japan Quarterly expresó que los personajes y las relaciones se confunden cuando hacen cosas similares. Incluso Yuko se confunde regularmente con Harumitsu y Fujiki. Sin embargo, como otros críticos, Copeland no quedó impresionada por la novela. Escribió que la solapa del libro dice que es una novela de suspenso, pero los lectores pueden adivinar con facilidad qué sucederá basándose en las ocurrencias y metáforas de los personajes. También dijo que Kizaki tiende a sobrescribir, arruinando la atmósfera misteriosa del libro.
A lo largo de la novela Kizaki hace referencias a otras obras de la literatura japonesa. La escritora hace referencias habituales a la leyenda de Urashima Tarō, haciendo un paralelismo del regreso de los hombres al pueblo con el personaje principal, mientras que las mujeres son como la Princesa del Mar en esa leyenda. Copeland también teoriza que las referencias frecuentes a las serpientes que hace la autora al escribir sobre las mujeres se refieren a obra de nō Dōjōji, que también se desarrolla en un templo budista.